# آلة الطباعة الدوارة
آلة الطباعة الدوارة هي آلة طباعة تكون الصور المراد طباعتها مثنية فيها حول أسطوانة. يمكن إجراء عملية الطباعة على العديد من الركائز بما فيها الورق والورق المقوى والبلاستيك. يمكن أن تكون الركائز بصورة تغذية الورق أو أن تكون مفككة في دوران متواصل عبر الآلة كي تُطبع أو تُعدل إذا تطلب الأمر (على سبيل المثال قطع القالب، والطباعة الفوقية بالورنيش، والنقش). يُشار أحيانًا إلى آلات الطباعة التي تستخدم اللفافات المتصلة بـ «الآلات الشبكية».

## التاريخ التطوري
قدم ويليام نيكولسون براءة اختراع في عام 1790 لآلة الطباعة الدوارة. الآلة الدوارة نفسها هي تطور للآلة الاسطوانية، التي منح براءة اختراعها ويليام نيكولسون أيضًا، واخترعها كل من بوشيه من فرنسا في الثمانينيات من القرن الثامن عشر وفريدريش كوينيج في أوائل القرن التاسع عشر. اخترع ريتشارد مارش هوي أسطوانة الطباعة الدوارة عام 1843. استبدلت براءة اختراع عام 1844 الألواح المتبادلة المستخدمة في التصميمات السابقة بلوح ثابت تمر عليه أسطوانات دوارة، ومن خلال سلسلة من التطورات كمُلت آلة الطباعة الدوارة في عام 1846، ومُنحت براءة الاختراع في عام 1847. ظهرت في إدنبره في 1851 ثم انتقلت إلى لندن حيث كانت تستخدمها جريدة تايمز في عام 1853، ثم انتقلت من هناك إلى فرنسا في عام 1866 ثم إلى ألمانيا عام 1873. عندما وصلت إلى أسبانيا في عام 1885، كانت قد أصبحت شائعة الاستخدام. تصف بعض المصادر الباريسي إيبوليت اوغست مارينوني كمخترع لآلة الطباعة الدوارة، لكن الأمر كان موضوع نزاع على براءة الاختراع وحُسم لصالح هوي. كان أ. س. أبيل من جريدة بالتيمور صن أول أمريكي يستخدم آلة الطباعة الدوارة.

## أنواع آلات الطباعة الدوارة
هناك الآن ثلاثة أنواع رئيسية من آلات الطباعة الدوارة؛ الطباعة الملساء غير المباشرة (متضمنة الطباعة الملساء الشبكية)، والنقش الدوار (الروتوغراف)، والنافرة أو فليكسوغرافي (فليكسو: اختصارًا لفليكسوغرافي). تستخدم الأنواع الثلاثة الأسطوانات للطباعة، إلا أنها تختلف في الوسائل.
في الطباعة الحجرية الملساء، تطبع الصورة كيميائيًا على صفيحة، من خلال الكشف عن الطبقات الحساسة للضوء على مادة الصحيفة.
تعتمد الطباعة الحجرية على حقيقة أن الماء لا يختلط بالزيت، وهو ما يتيح لعملية الطباعة المستوية (السطحية) أن تحدث. في حالة صفيحة الطباعة هناك سطح قابل للبلل (المنطقة غير المراد تصويرها) ويمكن تسميته أيضًا محبًا للماء وسطح غير قابل للبلل (المنطقة المراد تصويرها) أو كارهًا للماء.
النقش عملية تُحفر فيها وحدات صغيرة أو ثقوب على أسطوانة نحاسية، يمكن أن يملأ الحبر هذه الحفر. تُحفر كل الألوان بزوايا مختلفة، وهكذا أثناء الطباعة يوضع كل لون في المكان الصحيح كي يعطي الصورة المناسبة.
الفلكسوغرافي نظام طباعة تُصنع بواسطته صورة مرتفعة عادة على لوحة أساسها من البوليمر.